# Povijest Belizea
Prije dolaska Europljana, Maya indijanci su naseljavali oblast današnjeg Belizea. Oko godine 1000. oko 400 000 osoba je živjelo u ovoj oblasti.  Španjolci započinju s osvajanem oblasti poluotoka Yucatána 1527. godine, ali Maye pružaju otpor.
Tijekom 17. stoljeća španjolski misionari osnivaju crkve u naseljima s Maya indijancima. U istom periodu 1638., engleski i škotski pirati su zauzeli oblast u regiji iz koje su vršili napade na španjolsku mornaricu a i da bi eksploatirali mahagonij. 
1642.  i opet 1648. pirati napadaju Salamancu de Bacelar (danas Bacalar, Quintana Roo, u Meksiku), sjedište španjolskog guvernera na Yucatánu, što je imalo za posljedicu povlačenja Španjolaca s Yucatána.

## Nakon dolazak Europljana
Neko vrijeme je dolazilo do borbi između Engleza i Španjolaca na Yucatánau. Na kraju 1796. godine Britanci osvajaju ovu oblast.
Ropstvo je ukinuto 1838. u Britanskoj imperiji zbog čega se javlja potreba za radnom snagom na području Belizea. Ujedinjeno Kraljevstvo je 1862. proglasilo Belize kolonijom britanske Krune, podređeno Jamajci. Kao kolonija Belize počinje privlačiti ulagače poput Belize Estate i Produce Company, koji su posjedovali oko 50% privatanog vlasništva Belizea.
Eksploatacija drveta, posebice mahagonija, bila je glavna aktivnost kolonije, no 1930-ih tijekom Velike depresije ova grana privrede je patila od brojnih problema. Ekonomska situacija se popravlja tijekom Drugog svjetskog rata, kada se veliko broj stanovnika Belizea pridružuje armiji, radeći poslove za vojsku. Poslije rata, ekonomija počinje opet stagnirati. Odlukom Ujedinjenog Kraljevstva da oslabi honduraški dolar (lakalna valuta) izaziva daljnje slabljenje ekonomije i prouzrokuje stvaranje People's Committee (Narodni komitet), stranke koja se borila za neovisnost Belizea. Stranka koja je politički naslijedila "Narodni komitet", People's United Party - PUP - zahtijevala je ustavne promjene i dozvolu glasanja svih punoljetnih osoba.
Ustavne promjenje započinju 1954., što je rezultiralo novim ustavom deset godina poslije. Ujedinjeno Kraljevstvo je garantiralo lokalnog guvernera i 1964., George Cadle Price, vođa PUP-a, postaje premijer države. Do promjene imena dolazi 1973., iz Britanski Honduras u Belize. Na kraju Belize postaje neovisan 28. rujna 1981, ali Guatemala odbija priznati njegovu neovisnost. Oko 1500 britanskih vojnika je bilo smješteno u Belizeu da bi garantirali njegovu neovisnost.

## Danas
S Georgeom Priceom na čelu, PUP je pobjeđivao na svim izborima do 1984., kada stranka United Democratic Party - UDP - pobjeđuje i Manuel Esquivel postaje predsjednik vlade. Price ponovno pobjeđuje na izborima 1989., no na izborima 1993., Esquivel i UDP ponovno pobjeđuju. Zadnji britanski vojnici napuštaju Belize 1994.